# Elba (Oulu)
Pour les articles homonymes, voir Elba.
Elba est une petite île de l'embouchure du  Oulujoki à Oulu en Finlande.

## Présentation
Elba est située au sud de la place du marché d'Oulu a proximité de la bibliothèque municipale et du Théâtre municipal dans la section Meritulli du quartier de Pokkinen.
La petite île d'Elba et la partie nord de l'ile voisine Kiikeli constituent le parc de  Kiikeli qui a reçu le prix de la structure environnementale de l'année 2002.
Elba est à l'origine une île, mais elle est rattachée à Kiikeli en conséquence du rebond post-glaciaire. 
Le chenal qui la sépare de Kiikeli est dragué au début des années 2000 et un ponteau en bois est construit entre les îles Kiikeli et Elba.
À l'exception du belvédère, l'île a été préservée en tant que prairie côtière naturelle. Elbe est prolongée par deux îlots: Kokkoluoto, et la place d'Ahven construite en pierres. Kokkoluoto est accessible à pied.

## Vues d'Elba

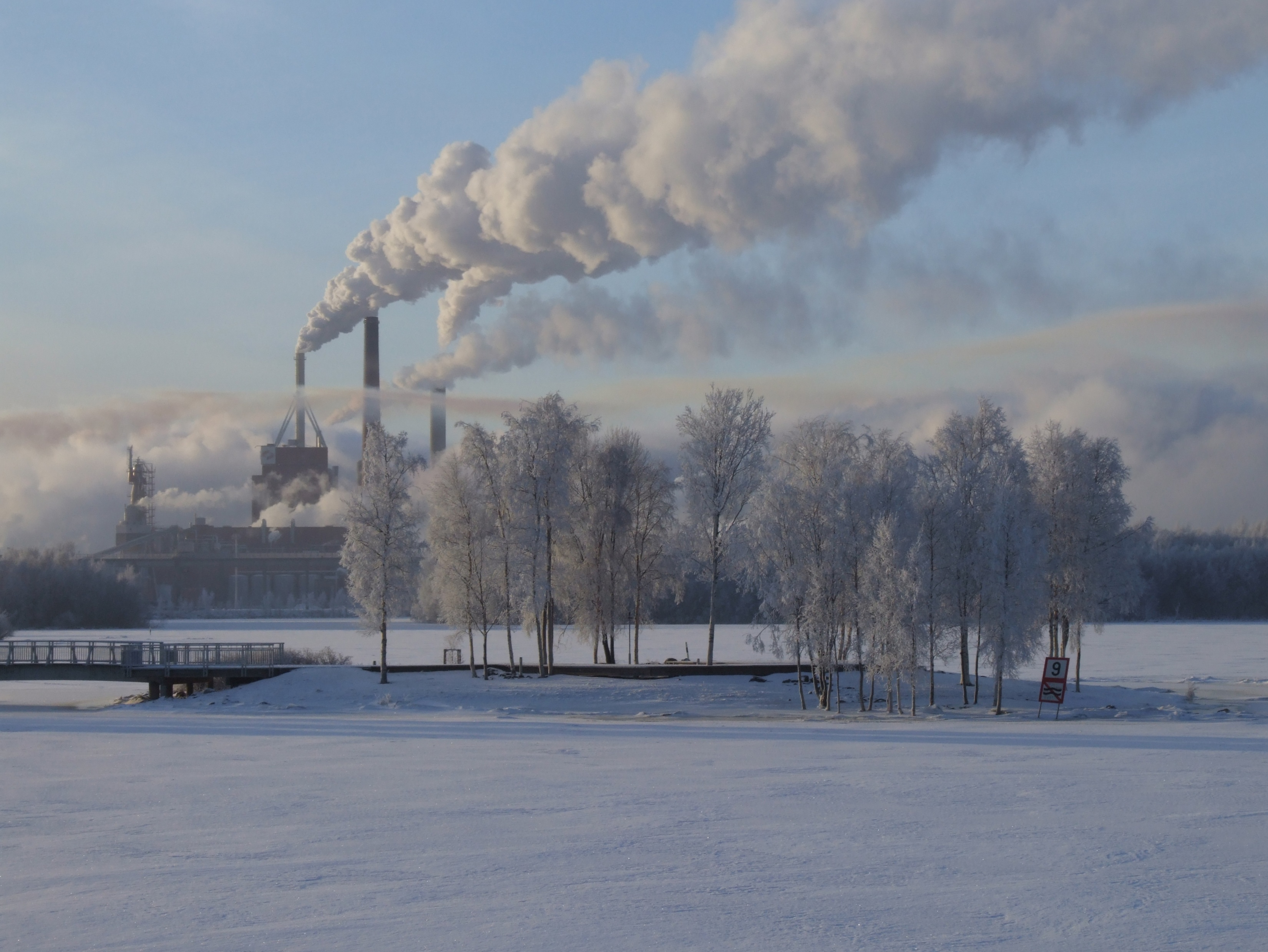
Elba island et au fond la papeterie de Stora Enso.
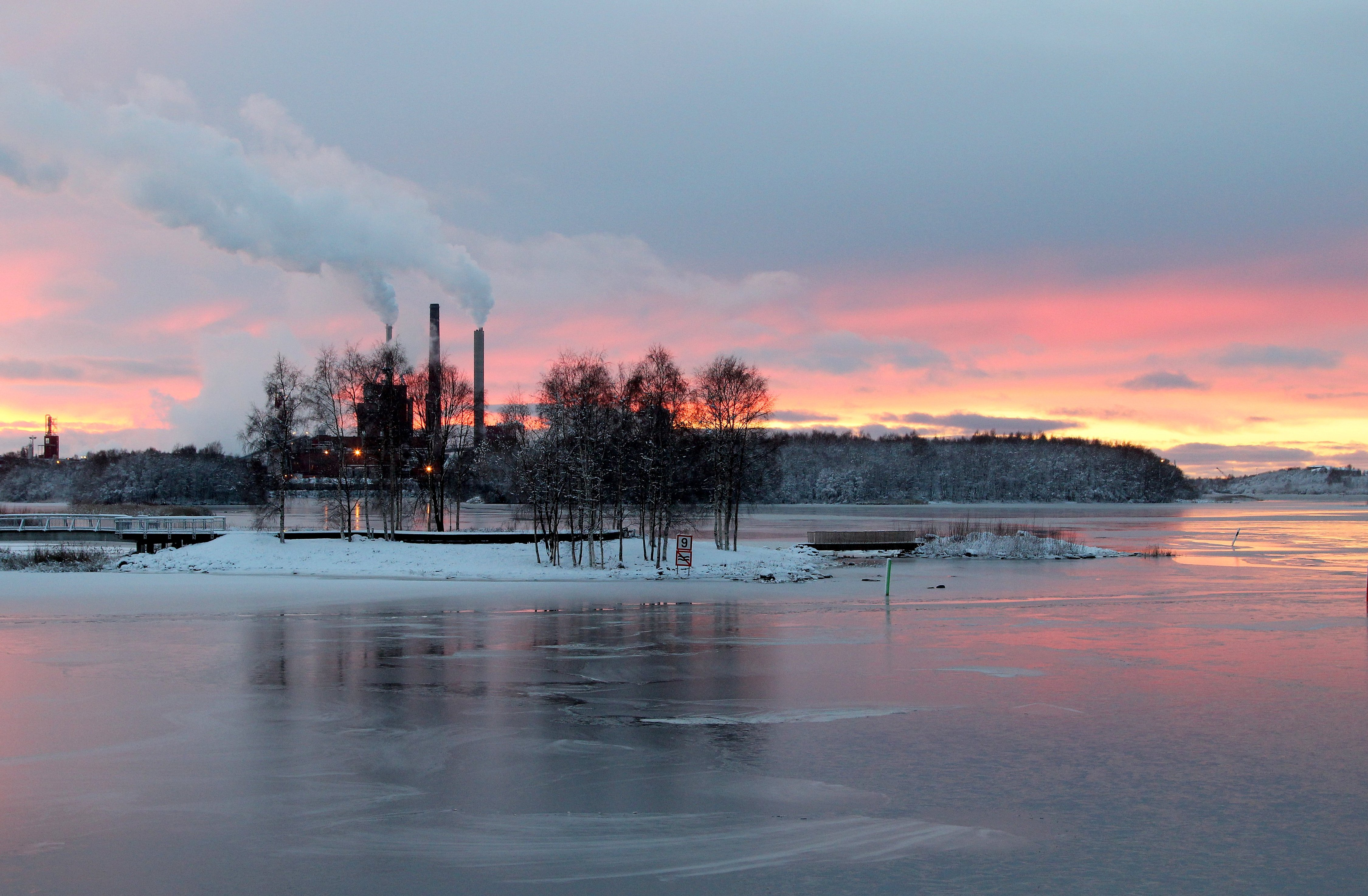
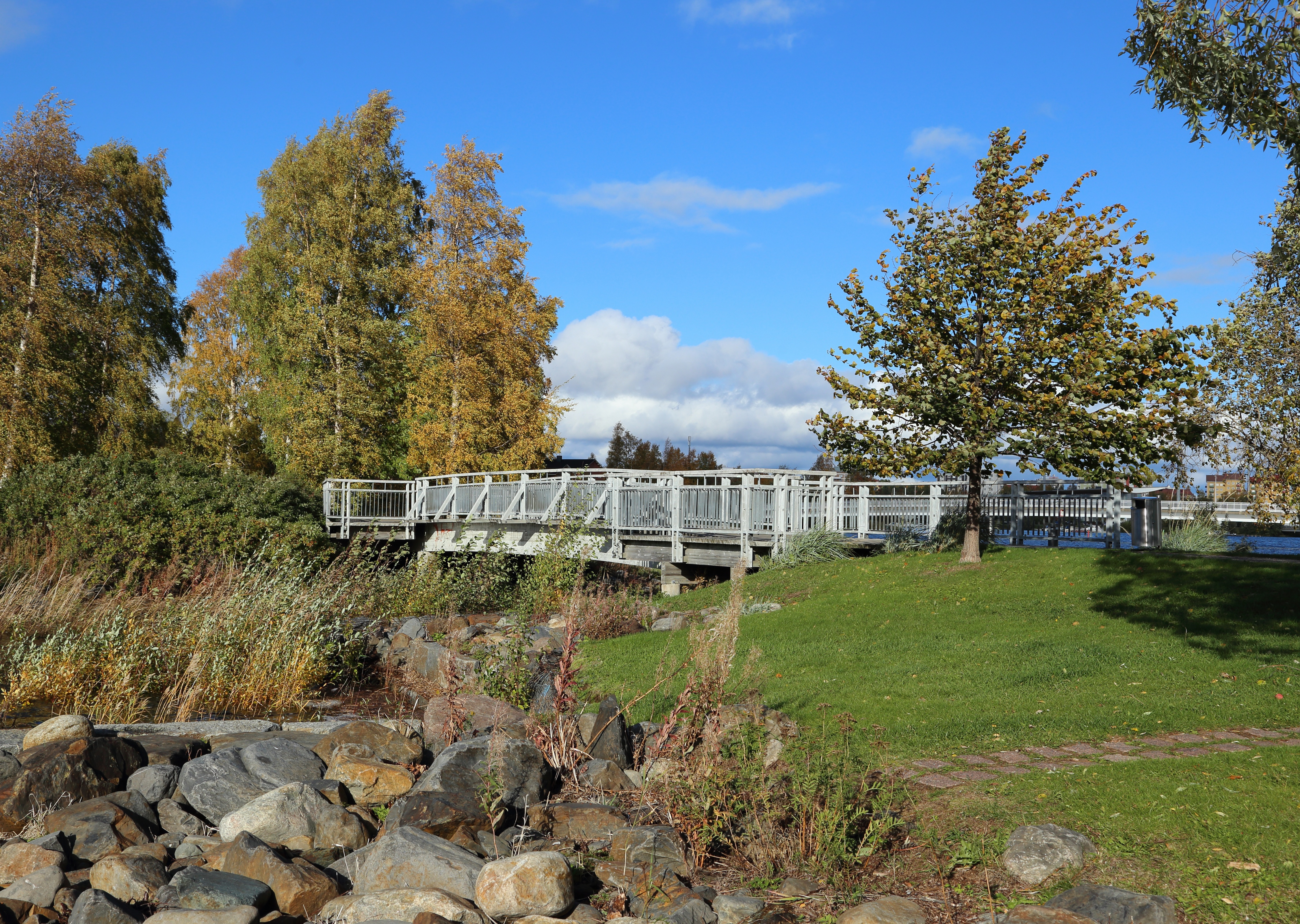